# Brusimpiano
Brusimpiano ist eine italienische Gemeinde (comune) in der Provinz Varese in der Region Lombardei.

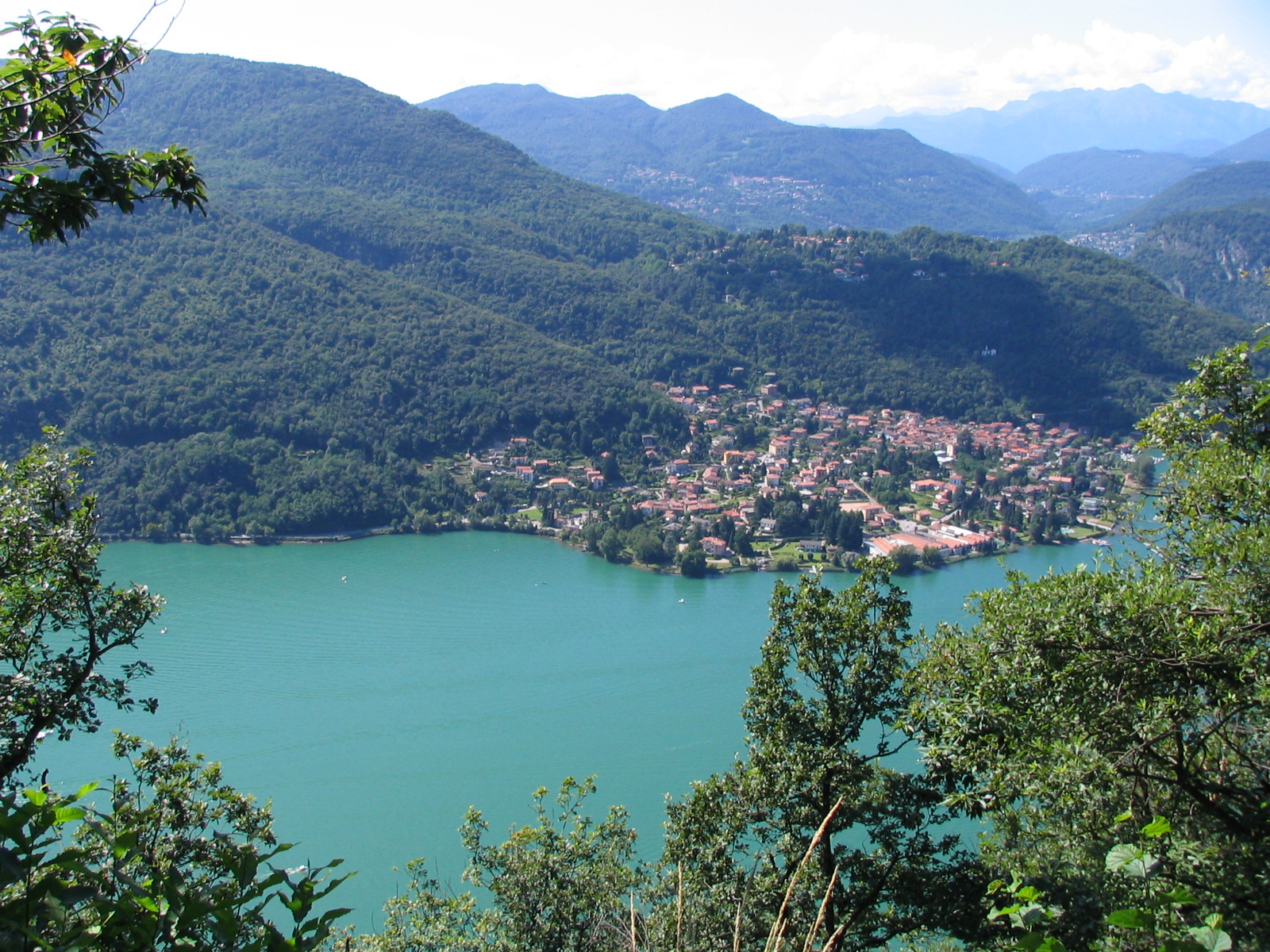
Brusimspiano vom gegenüberliegenden Hügel in der Schweiz aus gesehen – dazwischen der Luganersee.

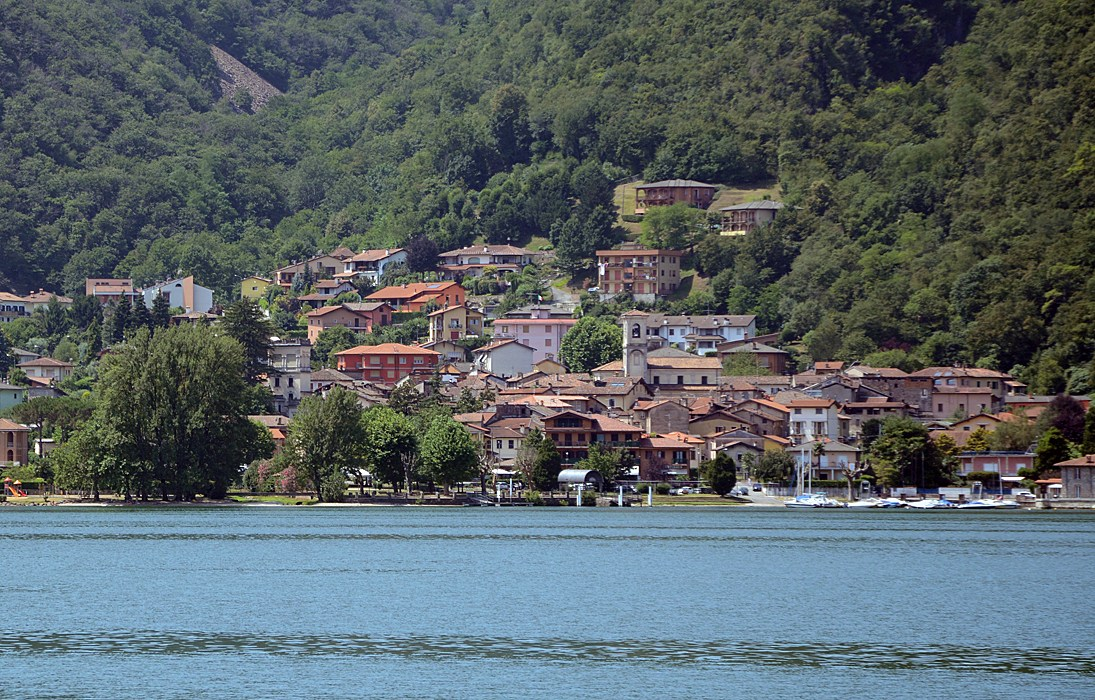
Brusimpiano, Dorfkern

Brusimpiano. Historisches Bild von Walter Mittelholzer (1919)

Brusimspiano vom Monte San Salvatore geschaut. Historisches Bild von Leo Wehrli (1944)

## Geographie
Das auf 289 m s.l.m. gelegene Dorf Brusimpiano liegt auf der Schwemmebene des Wildbaches Trullo, die in den westlichen Arm des Lago di Lugano hineinragt, am Fuße des Monte Derta. Am gegenüberliegenden Seeufer liegt das Quartier Barbengo der Stadt Lugano im Tessin. Der Ortsteil Brusimpiccolo liegt im südlichen Teil der Schwemmebene und ist heute vollständig mit Brusimpiano zusammengewachsen. Etwas oberhalb des Dorfes erstreckt sich auf dem Monte Castelletto die auf 473 m s.l.m. liegende Fraktion Ardena. Im äußersten Süden der Gemeinde liegt auf 300 m s.l.m. leicht über dem Seeufer gegenüber von Morcote die Fraktion Montelago-San Gottardo (auch Villaggio Montelago), die durch den Bach aus dem Valle Seranno zweigeteilt wird.
Die Gemeinde besitzt eine Fläche von 5 km². Die Nachbargemeinden sind Caslano (CH), Cuasso al Monte, Lavena Ponte Tresa, Lugano (CH), Marzio, Morcote (CH) und Porto Ceresio.

## Geschichte
Die Ortschaft Brusimpiano wurde 1346 in den Statuten der Straßen und Gewässer der Herzogtum Mailand in der Form Brosino Piano erwähnt und gehörte zur Verwaltungsgemeinde Val Travaglia und zur Kirchengemeinde Arcisate. Sie gehörte zu den Gemeinden, die zur Instandhaltung der Bollate-Straße beitrugen (1346). In der Dokumentation des Pastoralbesuchs des Heiligen Karl Borromäus im Jahr 1574 werden 31 Herbergen mit 192 Einwohnern genannt. 
In den Registern des Estimo (Grundbuch) des Herzogtums Mailand von 1558 und den nachfolgenden Aktualisierungen im 17. Jahrhundert wird Brusimpiano zur Pieve von Arcisate gezählt. Nach den Antworten auf die 45 Fragen des zweiten Volkszählungsrates von 1751 war Brusimpiano mit dem Grafen Giulio Visconti Borromeo Arese belehnt, an den es jährlich 18 Lire an Lehnsgebühren zahlte. Die Rechtsprechung wurde vom Podestà des Vicecomités der Pieve Arcisate ausgeübt, der in Arcisate sein Gericht hatte, das sich vom Gericht des feudalen Podestà der Pfarrei unterschied. 
Die Gemeinde, die damals 410 Seelen zählte, hatte keine zusammengefassten kleineren Gemeinden. Der einzige Rat war der von den Oberhäuptern des Hauses an einem öffentlichen Ort gebildete, um öffentliche Angelegenheiten zu regeln. Die Beschlüsse wurden mit Mehrheit gefasst. Die Verwaltung der Gemeinde wurde dem Bürgermeister und einem Stellvertreter anvertraut, die von den Männern der Gemeinde gewählt wurden und für mehrere Jahre im Amt blieben. Der Bürgermeister und sein Stellvertreter wurden von den Einwohnern der Gemeinde für mehrere Jahre gewählt. Neben dem Bürgermeister und dem Beigeordneten wählte die Gemeinde auch einen Stadtschreiber, der mit 14 Lire im Jahr entlohnt wurde und die Bücher und Akten der Stadt führte.

## Bevölkerung
| Bevölkerungsentwicklung | Bevölkerungsentwicklung | Bevölkerungsentwicklung | Bevölkerungsentwicklung | Bevölkerungsentwicklung | Bevölkerungsentwicklung | Bevölkerungsentwicklung | Bevölkerungsentwicklung | Bevölkerungsentwicklung | Bevölkerungsentwicklung | Bevölkerungsentwicklung | Bevölkerungsentwicklung | Bevölkerungsentwicklung | Bevölkerungsentwicklung | Bevölkerungsentwicklung |
| ----------------------- | ----------------------- | ----------------------- | ----------------------- | ----------------------- | ----------------------- | ----------------------- | ----------------------- | ----------------------- | ----------------------- | ----------------------- | ----------------------- | ----------------------- | ----------------------- | ----------------------- |
| Jahr                    | 1574                    | 1687                    | 1751                    | 1805                    | 1809                    | 1853                    | 1871                    | 1901                    | 1921                    | 1951                    | 1971                    | 2001                    | 2021                    |                         |
| Einwohner               | 191                     | 560                     | 410                     | 455                     | *677                    | 680                     | 764                     | 555                     | 687                     | 622                     | 677                     | 1086                    | 1163                    |                         |

- 1809 Fusion mit Ardena, Marzio und Lavena

## Sehenswürdigkeiten
- Pfarrkirche San Martino
- Wallfahrtskirche Beata Vergine Assunta im Fraktion Ardena.
- Wohnhaus Paolo Luzzato.[2]

## Persönlichkeiten
- Domenico Valmagini (* Juli 1649 in Brusimpiano; † 23. November in Arcisate), Architekt und Ingenieur für Ranuccio II. Farnese in Parma. Andere Werke in Parma: Kirche San Vitale und Teatro Ducale (1676), Busseto Palazzo del Monte di Pietà (1681–1682), Piacenza Kirche und Kloster der Benediktinerinnen (1677), Oratorium San Cristoforo (1687–1690), Palazzo Ferrari Sacchini (1687), Palazzo Reale in Mailand und Busto Arsizio, Basilika San Giovanni Battista.
- Giorgio Maria Martinelli (* 9. Mai 1655 in Brusimpiano; † 2. November 1727 in Rho), Oblaten der heiligen Ambrosius und Karl, Rektor des Seminars von Arona.[3]
- Cristoforo Bettoli genannt Trivellino (* 22. November 1669 in Ardena; † August 1733 in Parma), Sohn von Giovanni Battista, Architekt in Parma.[4]
- Giovanni Appiani (* um 1680 in Brusimpiano; † nach 1717 ebenda), Maler, Freskant In der Pfarrkirche Sant’Elia in Viggiù (1711, 1717).
- Cristoforo Bettoli (* 18. Januar 1747 in Ardena; † 2. Mai 1811 in Parma), Sohn von Ottavio, Schuler von Ennemond Alexandre Petitot, Architekt in Parma.[5]
- Dante Parini (* 21. November 1890 in Brusimpiano; † 11. April 1969 ebenda), Schuler von Enrico Butti, Bildhauer, Maler in Mailand, Induno Olona und Parabiago.
- Gianni Rodari (* 23. Oktober 1920 in Omegna (Novara); † 14. April 1980 in Rom), ein italienischer Schriftsteller, Lehrer im Brusimpiano.